# Nil Recurring
Nil Recurring is een muziekalbum van Porcupine Tree. Het bestaat uit overgebleven composities, die niet terechtkwamen op het album Fear of a Blank Planet.

## Musici
- Steven Wilson – zang, gitaar, toetsen
- Richard Barbieri – toetsen
- Colin Edwin – basgitaar
- Gavin Harrison – slagwerk.

Als gast treden op Robert Fripp, gitaar op (1) en Ben Coleman viool op (4)

## Composities
1. Nil Recurring (6:08)
2. Normal (7:07)
3. Cheating the Polygraph (7:06)
4. What Happens Now? (8:23)

Het album werd eerst in kleine oplage uitgegeven via Burning Shed, daarna in Japan en pas maanden later was het in Europa vrij verkrijgbaar.